# Sostenibilidad
La sostenibilidad se refiere al equilibrio entre las actividades humanas y los recursos del entorno, garantizando su disponibilidad a largo plazo. En ecología, describe cómo los sistemas biológicos pueden mantenerse productivos con el tiempo, promoviendo la explotación de los recursos por debajo de sus límites de renovación. Este concepto ha adquirido mayor relevancia en un mundo industrializado, donde la necesidad de infraestructuras sostenibles crece rápidamente debido a desafíos como el cambio climático y la gestión de recursos naturales.
El término está estrechamente relacionado con el desarrollo sostenible, popularizado en el Informe Brundtland de 1987, elaborado por la Organización de las Naciones Unidas (ONU) bajo la dirección de la doctora Gro Harlem Brundtland. Dicho informe define el desarrollo sostenible como: “Satisfacer las necesidades de las generaciones presentes sin comprometer la capacidad de las futuras generaciones para atender sus propias necesidades”. Este enfoque se basa en tres pilares fundamentales: la economía, la sociedad y el medio ambiente, buscando un desarrollo económico y social que respete los ecosistemas naturales.

Desde una perspectiva socioecológica, la sostenibilidad implica un proceso dinámico en busca de un ideal común, en el que las actividades humanas no comprometan el equilibrio de los sistemas naturales. Operacionalmente, se traduce en fomentar el progreso económico y social sin degradar la calidad ambiental, asegurando así la coexistencia armónica entre generaciones presentes y futuras.

Diagrama de Venn ilustrando los tres pilares de la sostenibilidad.

## Fundamentos de la sostenibilidad

### Principios y conceptos
El principio de sostenibilidad se basa en diversos conceptos clave. Entre ellos, la ciencia de la sostenibilidad y la ciencia ambiental forman los pilares de su estructura analítica y filosófica, mientras que los datos se obtienen mediante medidas de sostenibilidad. Estos datos son fundamentales para desarrollar planes de políticas orientadas hacia el desarrollo sostenible.
El concepto de sostenibilidad ambiental fue popularizado en 1987 por la Comisión Mundial sobre Medio Ambiente y Desarrollo de las Naciones Unidas. Según esta, la sostenibilidad implica “satisfacer las necesidades de las generaciones presentes sin comprometer la capacidad de las generaciones futuras para satisfacer sus propias necesidades”. Este enfoque exige un balance entre el desarrollo económico, social y la conservación de los ecosistemas, de modo que los recursos naturales se gestionen de manera eficiente para las generaciones futuras.
La implementación del desarrollo sostenible tiene sus raíces en principios y valores éticos. La Carta de la Tierra es un ejemplo representativo de estos valores, al ser un documento que articula una ética global orientada hacia un mundo sostenible. Este documento fue elaborado a través de un proceso participativo global que se extendió por 10 años, desde la Cumbre de la Tierra en 1992 hasta su culminación en el año 2000. Su legitimidad radica en la participación de miles de personas y organizaciones de todo el mundo que contribuyeron a identificar principios compartidos para construir sociedades sostenibles. Hoy en día, la Carta de la Tierra sigue siendo una herramienta educativa y de incidencia política utilizada por una red global creciente de individuos y organizaciones.

### Escala y contexto
La sostenibilidad se aborda desde diversas escalas temporales y espaciales, y en una variedad de contextos económicos, sociales, culturales y ambientales. Puede analizarse desde la sostenibilidad a nivel global hasta escalas más específicas, como sectores económicos, países, comunidades, hogares, o incluso productos y servicios individuales. En este sentido, abarca tanto actividades humanas como procesos biológicos en distintas especializaciones.

### Población

Gráfico que muestra el incremento de la población humana (miles de millones) en el período 10.000 a. C.-2.000 d. C., ilustrando su crecimiento exponencial.

El crecimiento poblacional humano ha experimentado un aumento notable durante el siglo XX, con una duplicación aproximadamente cada 50 años. Según la Revisión de 2008 de las Naciones Unidas, la población mundial alcanzó los 7000 millones en 2012 y podría superar los 9000 millones para 2050. La mayor parte de este crecimiento se concentra en países en vías de desarrollo, donde se proyecta un incremento significativo en las poblaciones adultas y mayores, mientras que la población infantil podría disminuir ligeramente. Por el contrario, en los países desarrollados se espera un leve incremento durante el mismo período. Algunas estimaciones actuales de la población global para el mediano plazo sugieren que un máximo de nueve a diez mil millones de personas podría ocurrir en torno a 2070, con un posterior leve descenso a 8400 millones hacia el año 2100.
Este aumento demográfico, combinado con las aspiraciones de muchas economías emergentes (como China e India) de alcanzar niveles de consumo similares a los de las naciones industrializadas, plantea grandes desafíos para lograr la sostenibilidad a largo plazo.

## Dimensiones de la sostenibilidad

### Sostenibilidad ambiental

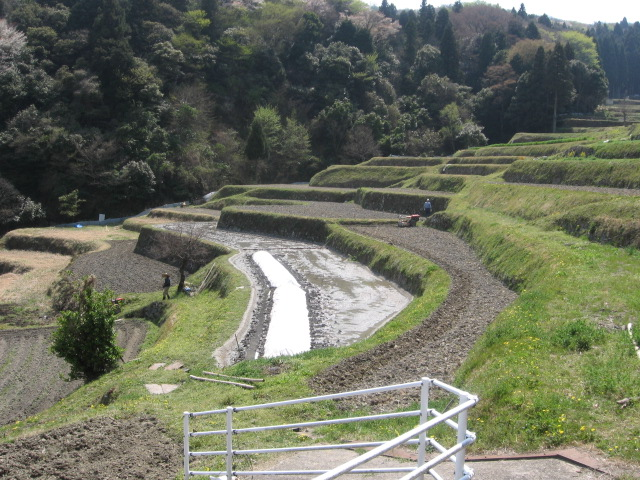
Arrozales en Nishihata, Ikoma, Japón.

La sostenibilidad ambiental se centra en mantener la productividad y diversidad biológica a largo plazo, protegiendo los recursos naturales para las generaciones futuras. Este concepto promueve un equilibrio entre el desarrollo humano y la preservación ambiental. En la actualidad, muchas empresas han comenzado a implementar prácticas sostenibles en sus operaciones, contribuyendo a la reducción de la huella ambiental.
La sostenibilidad ambiental no se limita solo a la conservación de la naturaleza, sino que también abarca la justicia social y la resiliencia económica. Se reconoce que los impactos ambientales suelen afectar de manera desproporcionada a las comunidades más vulnerables, por lo que la sostenibilidad busca remediar estas desigualdades, fortalecer la capacidad de resiliencia de las comunidades para enfrentar desastres naturales y mitigar los efectos de la crisis climática. En este sentido, la sostenibilidad ambiental es uno de los pilares fundamentales del desarrollo sostenible, junto con la sostenibilidad social y económica, todos ellos interdependientes para lograr un futuro más justo y equilibrado.
Entre las prácticas asociadas a la sostenibilidad ambiental se incluyen:
- Agricultura sostenible: Uso de métodos como el compostaje y la rotación de cultivos.
- Transición energética: Adopción de fuentes renovables, como la solar y la eólica.
- Consumo responsable de agua: Reducción y optimización de su uso.
- Reciclaje: Aplicado a nivel individual y empresarial.
- Ecoturismo: Promoción del desarrollo económico local y la conservación de espacios naturales.

### Sostenibilidad económica
Se refiere a la capacidad de generar y distribuir riqueza de manera equitativa, asegurando la solvencia económica de las comunidades sin comprometer los recursos para las generaciones futuras. Esto implica un equilibrio entre el bienestar humano y el uso sostenible de los recursos naturales, promoviendo modelos económicos más justos y responsables.

### Sostenibilidad política
Consiste en garantizar un sistema político justo y democrático, con estructuras de poder inclusivas y una gobernanza que respete tanto los derechos humanos como los principios de sostenibilidad. Incluye la creación de marcos jurídicos sólidos y la promoción de relaciones solidarias entre comunidades y regiones para reducir desigualdades y mejorar la calidad de vida.

### Sostenibilidad social
Se enfoca en fomentar valores y comportamientos que promuevan la equidad social, niveles adecuados de educación y conciencia ambiental. Busca crear comunidades resilientes y participativas, capaces de abordar desafíos sociales y ambientales de forma colectiva.

## Medición de la sostenibilidad
La sostenibilidad puede medirse mediante herramientas cuantitativas que evalúan el impacto ambiental, social y económico. Ejemplos destacados incluyen:
- El Índice de Desempeño Ambiental.
- El Índice de Sostenibilidad Ambiental.
- El triple resultado, que mide el impacto en términos económicos, sociales y ambientales.

## Certificaciones
En el mundo de los negocios han proliferado certificaciones que evalúan el impacto social y ambiental de las empresas. Estas certificaciones abordan distintos enfoques. Por ejemplo:
- De economía Circular y Sostenibilidad.- Por ejemplo, Cradle to Cradle (certifica productos diseñados para ser reciclados o biodegradables), Ecolabel de la UE (certifica productos con bajo impacto ambiental en su ciclo de vida).
- De ética y Responsabilidad Social.- Por ejemplo, SA8000 (certifica condiciones laborales, derechos humanos y responsabilidad social en la cadena de suministro) Fair Trade (certificación clave para productos agrícolas y textiles, asegurando condiciones justas para trabajadores y productores).
- De impacto ambiental y climático. Por ejemplo, CarbonNeutral, ISO 14001 y Climate Neutral Certified

Otras certificaciones, como por ejemplo B Corp aborda varios aspectos.
La crítica a este tipo de certificaciones suele ser que se pueden no son legalmente vinculantes, lo que puede limitar su efectividad en el cumplimiento , y, por tanto, pueden usarse para greenwashing.

## Sostenibilidad y gestión ambiental

### Relación entre sostenibilidad y el ambiente

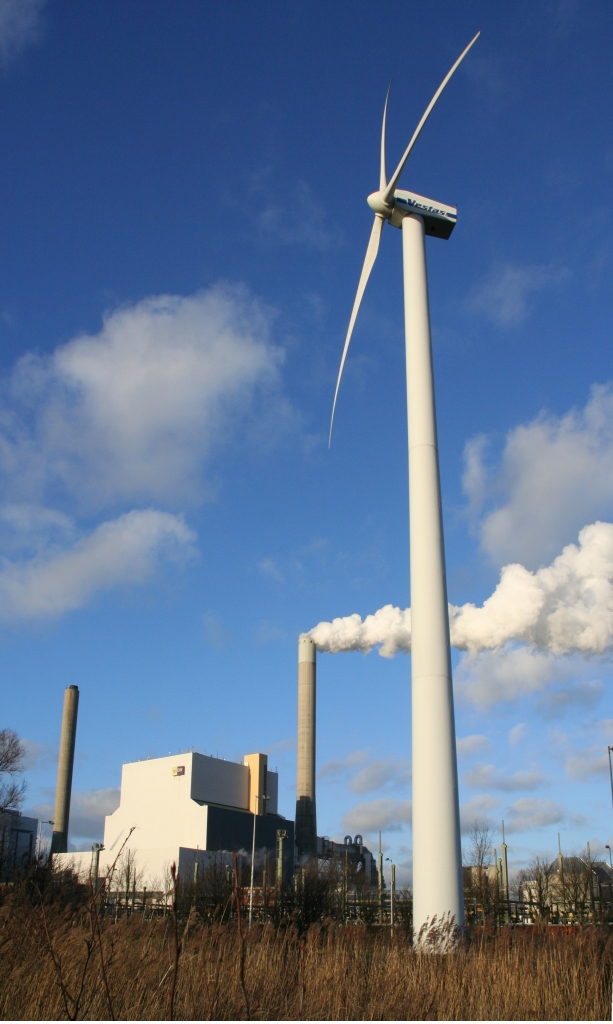
Usos de la atmósfera por los humanos.

Los ecosistemas saludables proporcionan bienes y servicios esenciales tanto para los humanos como para otros organismos. Existen dos enfoques principales para reducir el impacto humano negativo y potenciar estos servicios:
- Manejo ambiental. Esta táctica directa emplea principalmente la información obtenida de las ciencias de la tierra, ciencias ambientales y de biología de la conservación. Sin embargo, este manejo es el punto final de una serie de factores causales iniciados por el consumo humano. Otra táctica se basa en el manejo de la demanda de los recursos.
- Manejo del consumo de recursos por los seres humanos, una táctica indirecta se basa principalmente en información obtenida por las ciencias económicas.

### Gestión ambiental
La gestión ambiental, también conocida como gestión del medio ambiente, se refiere al conjunto de estrategias y acciones destinadas al manejo integral del sistema ambiental. Este proceso organiza las actividades humanas que impactan el medio ambiente, con el objetivo de garantizar una adecuada calidad de vida y prevenir o mitigar problemas ambientales presentes y futuros, todo ello en el marco del desarrollo sostenible.

### Estrategias verdes
Las estrategias verdes se refieren a iniciativas y políticas adoptadas por empresas, gobiernos e instituciones para reducir su impacto ambiental y promover prácticas amigables con el medio ambiente. Estas estrategias responden a la creciente demanda de prácticas responsables y al cumplimiento de normativas ambientales, además de generar valor compartido, es decir, beneficios tanto para las empresas como para la sociedad.
Dentro del contexto empresarial, las estrategias verdes se enfocan en la producción de bienes y servicios que reduzcan el consumo de recursos naturales y las emisiones contaminantes. Al mismo tiempo, fortalecen la competitividad al ofrecer productos más atractivos para consumidores sensibilizados con la sostenibilidad y permiten cumplir con normativas internacionales que exigen certificaciones ecológicas.Otro aspecto relevante es la integración de la sostenibilidad en las cadenas de suministro. Esta integración permite optimizar procesos logísticos, minimizar residuos y reducir el impacto ambiental en cada etapa de producción y distribución, y aumentar la resiliencia empresarial frente a los cambios del mercado o las regulaciones ambientales. Las empresas que adoptan este enfoque logran ser más ágiles y sostenibles, garantizando un desempeño alineado con los estándares ecológicos contemporáneos.
Estas estrategias también juegan un papel fundamental para enfrentar desafíos globales como el cambio climático, la pobreza y el acceso al agua limpia. Entre las técnicas más relevantes se encuentran la reducción de patrones de consumo, la inversión en energías renovables y el aumento de las tasas de reciclaje. Estas prácticas no solo mejoran la eficiencia de los procesos empresariales, sino que también contribuyen a reducir los impactos negativos a largo plazo sobre el medio ambiente. La adopción de estas medidas es esencial para lograr un equilibrio entre el crecimiento económico y la protección ambiental, generando impactos positivos tanto para las generaciones actuales como futuras.
Una herramienta relevante en la implementación de estrategias verdes es la Producción Más Limpia (PML), definida por el Programa de Naciones Unidas para el Medio Ambiente como la “aplicación continua de una estrategia ambiental preventiva integrada a procesos, productos y servicios para mejorar la eficiencia y reducir riesgos para las personas y el medio ambiente”. La PML implica, entre otros, la sustitución de materiales contaminantes por insumos más sostenibles, la reducción de desechos durante el ciclo de vida del producto y la optimización del uso de recursos naturales.
Adoptar estrategias verdes no está exento de desafíos, pues implica gestionar costos de implementación, recursos limitados y la necesidad de innovación continua. Sin embargo, las empresas que alinean su modelo de negocio con una planificación estratégica sostenible pueden obtener ventajas significativas, como la reducción de costos, una mejora de su reputación y un mayor compromiso con los grupos de interés. En este contexto, las inversiones en energía renovable y eficiencia energética contribuyen no solo a la competitividad empresarial, sino también a la mitigación del cambio climático y la preservación del medio ambiente.

### Transición energética
La transición energética refiere a un cambio significativo en un sistema de energía que podría estar relacionado con un factor o con una combinación de factores tales como estructura de sistema, escala, economía y política energética. Generalmente se define como un cambio estructural a largo plazo en un sistema energético, a diferencia de un cambio en una tecnología energética o en una fuente de combustible en particular.
Históricamente, las transiciones energéticas constituyeron en general eventos prolongados, que se desarrollaron durante muchas décadas. Esto no se aplica necesariamente a la transición energética actual, que se desarrolla bajo políticas y condiciones tecnológicas muy diferentes.
La transición energética de un sistema energético a otro afecta a 3 aspectos fundamentales: la tecnología de generación de la propia energía, las infraestructuras asociadas a la producción y distribución de dicha energía y la instalación, modificación o desarrollo de las tecnologías que permitan su consumo. 
La transición energética actual surge por la necesidad de acciones climáticas para mitigar el calentamiento global. Para mantenerse dentro de los 1.5 °C que propone el Acuerdo de París, es necesario detener las emisiones de gases de efecto invernadero para 2040 o 2050. Esto implica descarbonizar los sistemas energéticos, es decir, abandonar los combustibles fósiles como el petróleo, el gas natural, el lignito y el carbón, y reemplazarlos por fuentes que no generen o generen bajas emisiones como el combustible nuclear (uranio) y las fuentes de energía renovable eólica, hidroeléctrica, solar, geotérmica, marina, undimotriz, entre otras. 
Esta transición responde a retos medioambientales, de salud y económicos y atañe a un cambio en los modelos de producción y distribución de la energía hacia una energía cada vez más verde y menos contaminante con el objetivo de que sea más sostenible, y también a una transición social en la que se consuma menos energía (reducción del consumo). 
El diseño de los sistemas de energía del mundo ha cambiado significativamente con el tiempo. Hasta la década de 1950, el mecanismo económico que sostenía los sistemas de energía era local en lugar de global. A medida que avanzó el desarrollo, los diversos sistemas nacionales se integraron cada vez más y se convirtieron en los grandes sistemas internacionales de la actualidad. Las tasas históricas de transición de los sistemas de energía han sido estudiadas exhaustivamente.
Una implementación oportuna de la transición energética requiere múltiples enfoques paralelos. La conservación de la energía y las mejoras en la eficiencia energética desempeñan un papel importante. Los medidores eléctricos inteligentes pueden programar el consumo de energía cuando la electricidad está disponible en abundancia y reducir el consumo toda vez que las fuentes de energía renovable más volátiles sean escasas (de noche y en ausencia de viento).

## Economías sostenibles

### Economía ecológica
La economía ecológica (EE) es un campo interdisciplinario que estudia las interacciones entre los sistemas económicos y los ecosistemas, centrándose en la gestión sostenible y la valoración de la sostenibilidad. Esta es una subdisciplina de la economía, que integra conocimientos de la ecología y la biofísica para analizar cómo las actividades humanas afectan al medio ambiente y cómo los límites naturales condicionan el desarrollo económico y social.
A diferencia de la economía convencional, que suele priorizar el crecimiento económico, la economía ecológica pone énfasis en la sostenibilidad, entendida como la capacidad de la humanidad para vivir dentro de los límites ambientales del planeta. En este enfoque, se consideran conceptos como el metabolismo social, que describe el intercambio de materia, energía e información entre la sociedad y la naturaleza, así como la noción de entropía creciente en los sistemas naturales y económicos.
La economía ecológica aborda temas como la relación entre el crecimiento económico y los límites físicos y biológicos de los ecosistemas, las desigualdades sociales derivadas del uso de los recursos naturales y los impactos ambientales del consumo y la producción. Es un enfoque alternativo que integra variables ambientales y sociales en los modelos económicos, promoviendo sistemas de producción más sostenibles.

### Economía azul
La economía azul es la que reconoce la importancia de los mares y los océanos como motores de la economía por su gran potencial para la innovación y el crecimiento, según definición de la Unión Europea. La organización ecologista internacional World Wildlife Fund (WWF/Adena) consideraba en el informe Principios para una economía azul sostenible que se da a la expresión un significado amplio —la actividad económica del sector marítimo— y otro más restringido —el uso del mar y sus recursos para un desarrollo económico sostenible y rentable. 

### El empleo verde a debate
El empleo en actividades relacionadas con el medio ambiente en España representa el 2,62 % de la población ocupada, con un total de 530.947 puestos de trabajo. Este es uno de los datos del informe "Empleo verde en una economía sostenible", elaborado por el Observatorio de la Sostenibilidad en España (OSE) y la Fundación Biodiversidad dentro de una iniciativa del Ministerio de Medio Ambiente y Medio Rural y Marino y cofinanciado por el Fondo Social Europeo, que tiene como finalidad conocer mejor las posibilidades de generación de empleo vinculadas con las actividades ambientales. El 20,6 % del total de los empleos verdes actuales se concentran en el sector de las renovables, en el que se ocupan 109.368 puestos de trabajo, cifra que solo es superada por el sector dedicado a la gestión y tratamiento de residuos, con 140.343 puestos de trabajo. El sector de las renovables es el que más ha crecido multiplicándose por 30 el número de empleos en una década. El informe pone de manifiesto los primeros resultados que ya se están consiguiendo para consolidar la transición hacia un futuro sostenible.
Según los cálculos del Programa de Naciones Unidas para el Medio Ambiente (PNUMA), solo la fabricación, instalación y mantenimiento de paneles solares creará más de 6 millones de puestos de trabajo para 2030. Pero no solo las renovables nutren esta transición económica, sino todo tipo de trabajos, definiéndose en segundo lugar como factor clave la agricultura ecológica y otros que abarcan desde la albañilería y fontanería hasta las ingenierías técnicas, ya que se hará necesario que todos los sectores, redefinan sus tecnologías y contenidos al ser ya irrevocable el recorrido hacia una economía de bajas emisiones de carbono.[cita requerida]
Sin embargo, la OIT advierte de que muchos empleos que son verdes en principio no lo son en la práctica debido al daño ambiental causado por prácticas inadecuadas. Además, las pruebas disponibles demuestran que los empleos verdes no son automáticamente trabajo decente. Muchos empleos actuales de reciclado, por ejemplo, recuperan materias primas y, por lo tanto, ayudan a aliviar la presión sobre los recursos naturales, pero el proceso utilizado muchas veces es sucio, peligroso y difícil, y provoca daños significativos en el medio ambiente y en la salud humana. El empleo suele ser precario y los ingresos son bajos.[cita requerida]

## Innovaciones en sostenibilidad

### Compras verdes
En artículos de uso diario se puede colaborar para contaminar menos, convirtiendo estas pequeñas acciones en un gran impacto en la sociedad, como, por ejemplo:
- Productos naturales sin químicos, seguros y que respetan el medio ambiente, hechos a base de aceites vegetales y hierbas.
- Artículos que ayudan al medio ambiente: por ejemplo, pañales, toallas femeninas y protectores diarios de tela; o artículos cuyo funcionamiento es a base solar.
- Jabonería vegetal, aceites esenciales y vegetales hechos artesanalmente, a mano.
- Bolsas reutilizables y compactas (uso personal o para compras diarias).

### Arquitectura sostenible
Es el modo de concebir la arquitectura de modo que no dañe el medio ambiente, de la forma más ecológica posible, aprovechando los recursos naturales y minimizando el impacto sobre ellos.
La construcción más recomendable para una determinada zona debe cumplir con principios ambientales que se deducen después de un análisis del lugar. Las orientaciones, la posibilidad de tener ventilación cruzada, el aislamiento térmico, son estrategias óptimas para algunos climas.

## Objetivos y retos

### Objetivos de desarrollo sostenible (Agenda 2030)
Con fecha de julio del 2015, la ONU planteó la necesidad de urgencia de nombrar 17 Objetivos de Desarrollo Sostenible (ODS), con Agenda 2030.

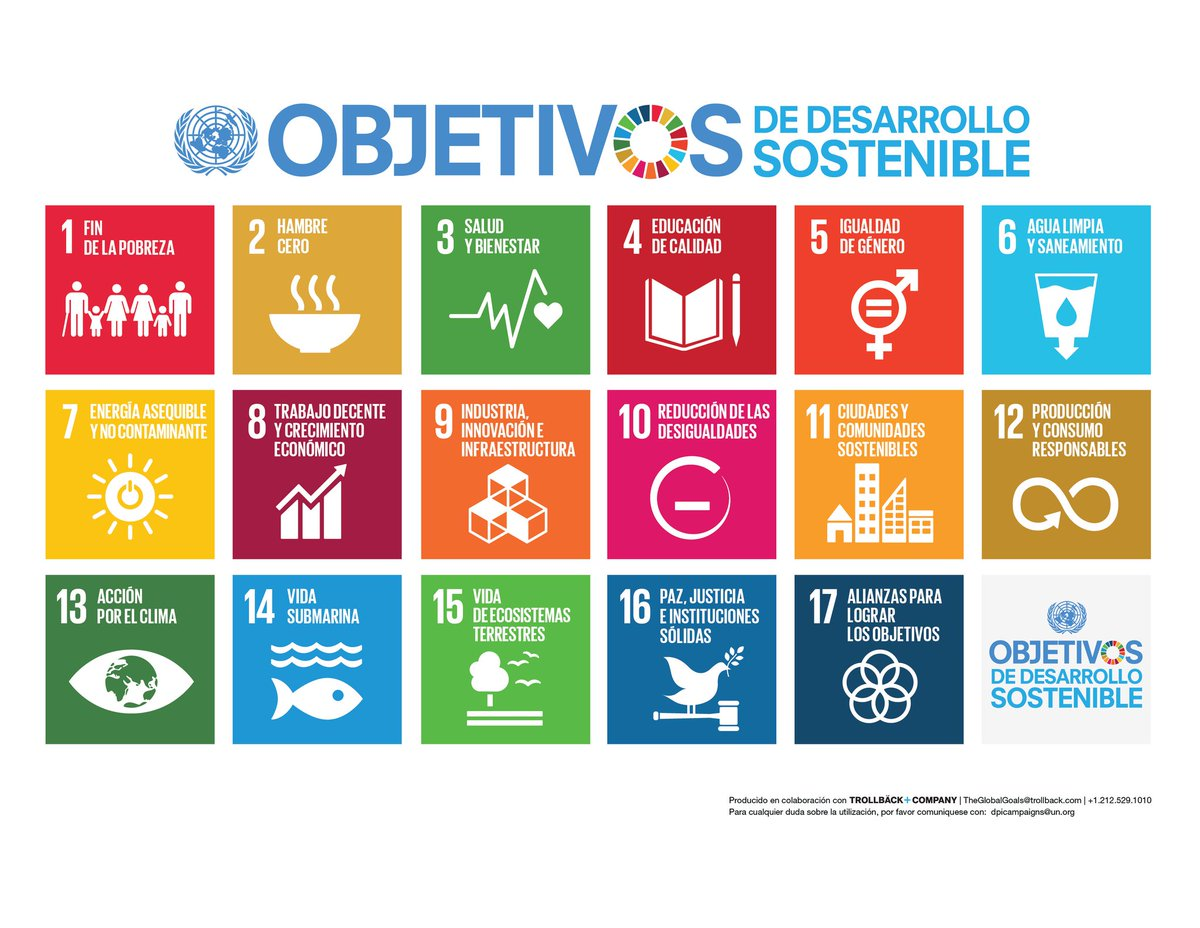
ODS Agenda 2030

Se plantearon los siguientes temas como imprescindibles, situándose varios objetivos:
1. Poner fin a la pobreza
2. Hambre y seguridad alimentaria
3. Salud
4. Educación
5. Igualdad de género y empoderamiento de la mujer
6. Agua limpia y saneamiento
7. Energía
8. Crecimiento económico
9. Infraestructura
10. Reducir las desigualdades entre países y dentro de ellos
11. Ciudades
12. Producción y consumo sostenible
13. Cambio climático
14. Océanos
15. Bosques, desertificación y diversidad biológica
16. Paz y justicia
17. Alianzas

En este sentido, el Pacto Mundial de las Naciones Unidas es la encargada de promover la sostenibilidad empresarial y llevar los ODS hasta el mundo de las empresas.

### Principales retos del desarrollo sostenible
La incapacidad de la especie humana para vivir en armonía con el planeta, la gran interacción entre el hombre y el sistema natural, son los grandes problemas medioambientales de hoy. Hasta nuestros días, ninguna especie, excepto el hombre, ha conseguido modificar tan substancialmente, en tan poco tiempo, las características propias del planeta.
Así, se plantean los grandes problemas planetarios siguientes:
- Superpoblación y desigualdad
- El incremento del efecto invernadero
- Destrucción de la capa de ozono
- Humanización del paisaje
- Pérdida de la biodiversidad
- La erosión, la desertización y la destrucción de la selva

Y a escala local:
- El sistema productivo
- El agua
- Los residuos domésticos
- Suministro energético
- El sistema de transportes